# صالحان
صالحان، روستایی است از توابع بخش کجور شهرستان نوشهر در استان مازندران ایران.

## جمعیت
این روستا در دهستان توابع کجور قرار دارد و براساس سرشماری مرکز آمار ایران در سال ۱۳۸۵، جمعیت آن ۴۱۲ نفر (۱۲۷خانوار) بوده‌است. مردم صالحان از قومیت طبری هستند. مردم صالحان به زبان طبری و گویش کجوری سخن می‌گویند.